# Lisseth Chavez
Lisseth Chavez (25 de maio de 1989) é uma atriz norte-americana, mais conhecida pelos seus papéis em Chicago P.D., The Rookie, e The Fosters. Chavez aparece como Esperanza "Spooner" Cruz na sexta e sétima temporadas da série da CW de superheróis Legends of Tomorrow.

## Vida pessoal
Chavez tem raízes em El Salvador.

## Carreira
Chavez trabalhou como modelo no início da sua carreira. A sua primeira aparência na televisão foi no reality show de beleza True Beauty, em 2009.
O seu primeiro trabalho como atriz foi num episódio da série The Baby (2011). Chavez já apareceu em diversas séries, incluindo Southland, Shameless, Lucifer, Rizzoli & Isles, e muitas outras.
Começou a ter papéis mais relevantes a partir de 2016, onde participou na série The Night Shift, seguido de um papel recorrente na série The Fosters. Participou em diversos episódios de Station 19 e The OA em 2019.
Os papéis de Chavez cresceram para incluir o de polícia Vanessa Rojas no franchise da NBC "OneChicago" (Chicago P.D., Chicago Med, e Chicago Fire), um papel originalmente pensado para criar uma relação romântica com a personagem Kevin Atwater, iniciada na temporada sete da série, mais foi abandonada devido ao surgimento da pandemia de COVID-19. O seu papel terminou na mesma temporada, visto que foi anunciado durante a pausa entre temporadas, pois Chavez não podia regressar para completar a história. Isto devido ao facto de a sua personagem não "...ter criado uma relação com os fãs e produtores." No entanto, Chavez conseguiu um novo papel, de uma geek da tecnologia com um passado trágico, Esperanza "Spooner" Cruz, na série do canal The CW Legends of Tomorrow, durante a sua sexta temporada. No episódio "The Fixed Point" (2022), Cruz revela que é assexual; o que a torna na primeira personagem do Arrowverse a admiti-lo.

## Prémios e reconhecimento
Em 2020, a Imagen Awards, referida na indústria como os "Globos de Ouro Latinos", nomeou  Chavez na categoria 'Melhor Atriz Secundária: Televisão' pelo seu trabalho em Chicago P.D.

## Filmografia

### Filmes
| Ano  | Título | Papel   | Notas                  |
| ---- | ------ | ------- | ---------------------- |
| 2016 | BFFs   | Bella   | completa (não lançada) |
| 2021 | Voyeur | Rebecca | Pós-produção           |

### Televisão
| Ano           | Título              | Papel                    | Notas                                                                 |
| ------------- | ------------------- | ------------------------ | --------------------------------------------------------------------- |
| 2009          | True Beauty         | Ela própria              |                                                                       |
| 2011          | The Baby            | Maritza                  | Episódio: "The Interviews"                                            |
| 2013          | Southland           | Carmen Martinez          | Episódio: "Bleed Out"                                                 |
| 2015          | The Adversaries     |                          | Filme de TV                                                           |
| 2015          | Shameless           | Marita                   | Episódio: "Crazy Love"                                                |
| 2015          | The Night Shift     | Ana                      | Episódio: "Fog of War"                                                |
| 2016          | Rush Hour           | rececionista             | Episódio: "Badass Cop"                                                |
| 2016          | Lucifer             | Nikki                    | Episódio: "A Priest Walks Into a Bar"                                 |
| 2016          | Murder in the First | Skylar Jennings          | 3 episódios                                                           |
| 2016          | Rizzoli & Isles     | Carmen                   | Episódio: "Dangerous Curve Ahead"                                     |
| 2017          | Grey's Anatomy      | Kate Endris              | Episódio: "Civil War"                                                 |
| 2017          | One Day at a Time   | Jovem Lydia              | Episódio: "A Snowman's Tale"                                          |
| 2017          | One of Us           | Haley Cooper             | Filme de TV                                                           |
| 2017          | S.W.A.T.            | Ariana Acosta            | Episódio: "Fences"                                                    |
| 2017–2018     | The Fosters         | Ximena Sinfuego          | Papel recorrente; 18 episódios                                        |
| 2018          | Get Christie Love   | Val                      | Filme de TV                                                           |
| 2019          | Station 19          | Kathleen "Kat" Noonan    | 2 episódios                                                           |
| 2019          | The OA              | Carmen                   | 2 episódios                                                           |
| 2019          | Chicago Fire        | Polícia Vanessa Rojas    | Episódio: "Infection, pt. 1"                                          |
| 2019          | Chicago Med         | Polícia Vanessa Rojas    | Episódio: "Infection, pt. 2"                                          |
| 2019−20       | Chicago P.D.        | Polícia Vanessa Rojas    | Papel principal; 19 episódios                                         |
| 2021–2022     | Legends of Tomorrow | Esperanza "Spooner" Cruz | Papel principal; temporadas 6–7                                       |
| 2022−presente | The Rookie          | Polícia Celina Juarez    | Papel recorrente; temporada 5 - Papel principal; temporada 6-presente |